# ヘルマンリクガメ
ヘルマンリクガメ（Testudo hermanni）は、爬虫綱カメ目リクガメ科チチュウカイリクガメ属に分類されるカメ。

## 分布
アルバニア、イタリア（サルデーニャ島、シチリア島を含む）、ギリシャ、クロアチア、スペイン北東部、セルビア中部および南部、トルコ（ヨーロッパトルコ）、フランス南東部（コルシカ島を含む）、ブルガリア、ボスニア・ヘルツェゴビナ、モンテネグロ、ルーマニア南西部

## 形態
最大甲長35センチメートル。

## 分類
2006年に発表されたミトコンドリアの全塩基配列を決定し最大節約法および最尤法によって推定された分子系統解析では、チチュウカイリクガメ属ではなくインドリクガメ属やパンケーキガメ属・ヨツユビリクガメ属と単系統群を形成するという解析結果が得られたことから、本種のみでヘルマンリクガメ属Eurotestudoを構成する説が提唱されたこともある。
以前は基亜種の模式産地が東ヨーロッパと考えられていたため分布域東部の亜種が基亜種とされ、ニシヘルマンリクガメに対して学名T. h. robertmertensiがあてられていた。後に基亜種の模式産地がフランスだと判明したため、基亜種は分布域西部の亜種であるニシヘルマンリクガメになり、分布域東部の亜種は学名E. h. boettreriがあてられるようになった。亜種を独立種とする説もある。
以下の亜種の分類は、Turtle Taxonomy Working Group(2017)に従う。
Testudo hermanni hermanni Gmelin, 1789 ニシヘルマンリクガメ Western Hermann's tortoise
イタリア（シチリア島を含む）、フランス（コルシカ島を含む）。サルディニア島、バレアレス諸島に移入。
最大甲長19センチメートル。背甲の色彩は明色。腹甲の暗色斑が繋がり、太い帯状になる。
Testudo hermanni boettgeri Mojsisovics, 1889 ヒガシヘルマンリクガメ Eastern Hermann's tortoise
アルバニア、イタリア（北西部を除く）、ギリシャ西部、クロアチア、スロベニア東部、セルビア、トルコ西部、ブルガリア、ボスニア・ヘルツェゴビナ、マケドニア共和国、モンテネグロ、ルーマニア
最大甲長35センチメートル。背甲の色彩は褐色がかり、背甲に入る暗色斑との差異が一部で不明瞭。腹甲の暗色斑は甲板ごとに分かれ、繋がらないか一部でのみ繋がる。
ダルマティアヘルマンリクガメT. h. hercegovinensisはシノニムとされる。

## 生態
標高1,500メートル以下にある乾燥した常緑広葉樹林に生息するが、その周辺にある草原・灌木が点在する乾燥した丘陵や斜面にも生息する。山地では開けた落葉樹林でみられることもある。広葉樹林を開発した畑や果樹園・牧草地にも生息する。地中海性気候の地域では、夏季になると主に薄明薄暮時に活動する。冬季になると冬眠するが、イタリアやギリシャなどの南部個体群では気温の高い日に活動する事もある。
主に草を食べるが、木の葉や多肉植物なども食べる。果実や動物質などを食べることもある。
繁殖様式は卵生。主に春季に交尾するが、秋季に交尾することもある。オスは交尾の前に、メスに噛みつく・尾先端の鉤状鱗でメスの総排泄口周辺を刺激する・メスの上に乗って前肢でメスの背甲を叩くなどの行動を行う。1回に2 - 12個の卵を産む。卵は90-120日で孵化する。26℃の環境下では83日、29 - 34℃の環境下では56-58日で孵化した例がある。少なくとも亜種ヒガシヘルマンリクガメは性染色体を持たず、発生時の温度によって性別が決定（温度依存性決定）する。31 - 32℃では雌雄共に産まれるが、25 - 30℃だとオスのみ、33 - 34℃だとメスのみが産まれる。
寿命は30年〜50年程。

## 人間との関係
農地開発や牧草地への転換による生息地の破壊、害獣としての駆除、ペット用の乱獲などにより生息数は減少している。1975年のワシントン条約発効時からチチュウカイリクガメ属単位で、1977年からはリクガメ科単位でワシントン条約附属書IIに掲載されている。多くの生息地では法的に保護の対象とされ、採集や輸出が制限されている。
E. h. hermanni　ニシヘルマンリクガメ
ENDANGERED (IUCN Red List Ver. 2.3 (1994))

ペットとして飼育されることがあり、日本にも輸入されている。1980年代まではトルコや東ヨーロッパ産の野生個体が輸入されていたが、近年は主に飼育下繁殖個体が流通する。主に亜種ヒガシヘルマンリクガメが流通するが、基亜種も流通している。一方で、亜種間雑種の可能性がある個体の流通も多い。主に流通するのが飼育下繁殖個体のため、リクガメ飼育の入門種として紹介されることもある。テラリウムで飼育される。最大亜種である亜種ヒガシヘルマンリクガメでも飼育下で大型化することがまれだが、活動範囲が平面に限られるため底面積の広いケージを用意する。飼育下ではカルシウム含有量の多い葉野菜を与えるか、爬虫類用のカルシウム剤などを添付してカルシウムを摂取させる。オス同士で争う事は少ないものの、発情したオスはメスに噛みつくなどして交尾を迫るので場合によっては隔離する。

## 画像

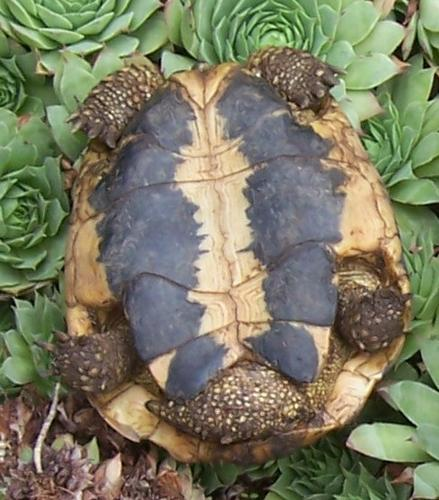
基亜種の腹甲 E. h. hermanni
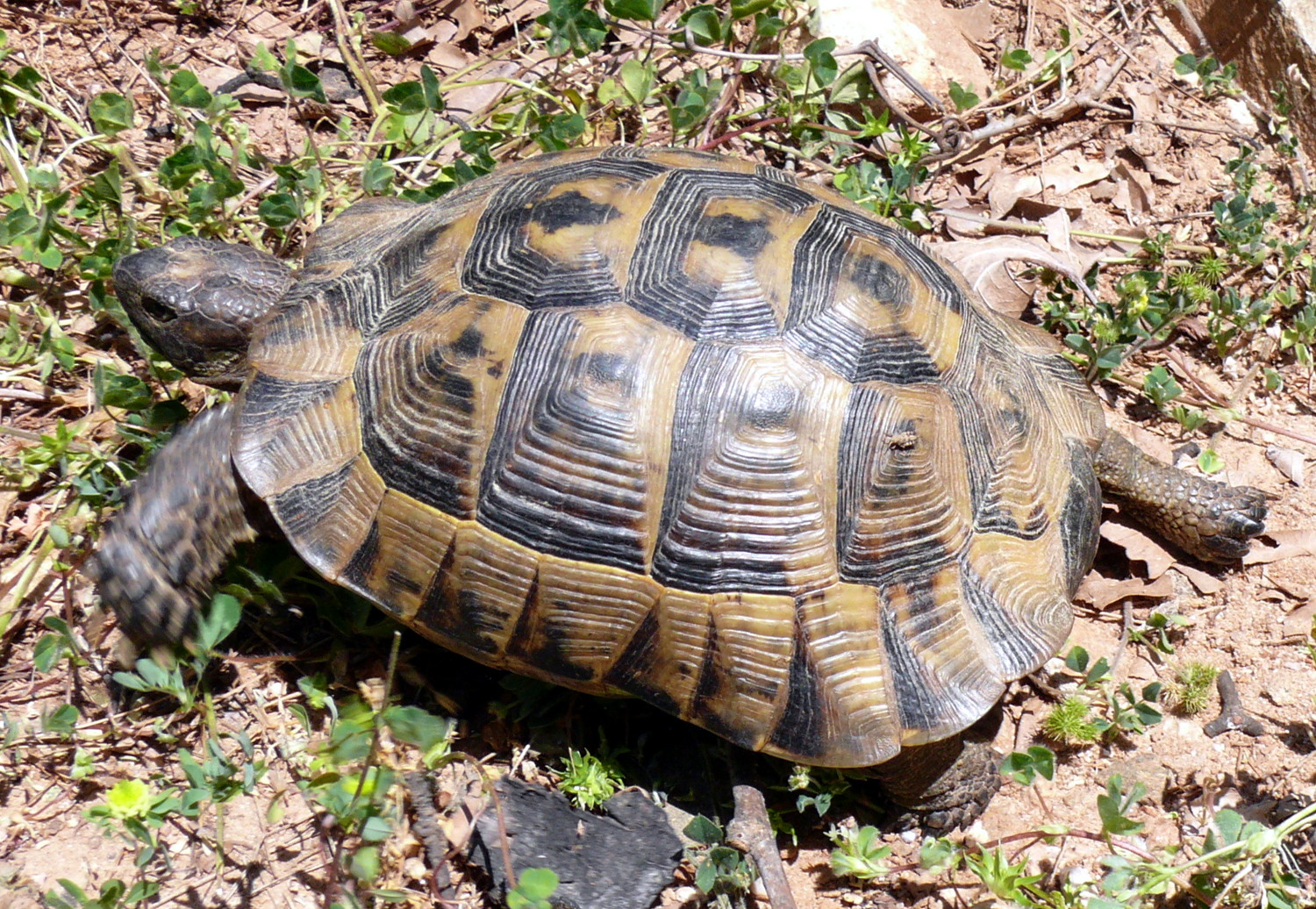
亜種ヒガシヘルマンリクガメ E. h. boettgeri
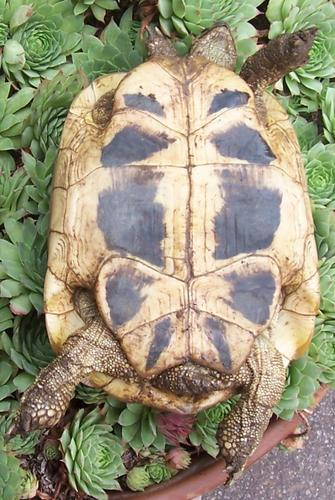
亜種ヒガシヘルマンリクガメの腹甲 E. h. boettgeri